# Kastro Kiveriou
Kastro Kiveriou (griechisch Κάστρο Κιβερίου = Burg von Kiveri) ist die Ruine einer fränkischen Felsenburg in der Argolis in Griechenland. Sie liegt etwa 300 m westlich des Ortes Myli auf dem 139 m hohen Berg Pontinos. Benannt wurde die Burg nach dem Ort, der unterhalb der Burg liegt und im Mittelalter Kiveri genannt wurde. Später wurde der Ort in Myli umbenannt. Der moderne Ort Kiveri liegt 3 km südlich.

## Beschreibung
Auf dem höchsten Punkt befand sich eine sechseckige Redoute von etwa 1000 m². Sie hatte einen Durchmesser von etwa 40 m und an jeder Ecke gab es einen Turm. Das Tor lag wahrscheinlich zwischen dem südwestlichen und dem südlichen Turm. In der Mitte sind heute noch zwei Zisternen erhalten. Über der westlichen erhob sich einst der quadratische Bergfried von 9 × 9 m mit 1,35 m dicken Wänden. Als Jean Alexandre Buchon die Burg im 19. Jahrhundert besuchte, war der Bergfried noch mehrere Stockwerke hoch. Die Mauern und Türme waren aus lokalem Kalkstein wie er auf dem Pontinos vorkommt errichtet. Die Steine wurden grob zugerichtet und mit Mörtel verbaut. Bei dem südwestlichen und dem nördlichen Turm war das Mörtelgemisch offensichtlich zu mager und so ist er heute zu Sand zerfallen. Die Türme hatten verschiedene Größen und unterschieden sich auch in Form und Bauart.
Nördlich an die Redoute schloss sich eine etwa fünfeckige Vorburg an. Sie maß in West-Ost-Richtung etwa 130 m und in Nord-Süd-Richtung etwa 85 m und hatte eine Fläche von ungefähr 8500 m². Die Ringmauer war etwa 300 m lang und schloss im Westen an den nordwestlichen und im Osten an den nordöstlichen Turm der Redoute. Ob es eine Verbindung zwischen der Redoute und der Vorburg gab, konnte bisher noch nicht geklärt werden. Die Ringmauer hatte eine Dicke von etwa 2,00 m und war durch acht Türme bewehrt. Die meisten Türme waren rechteckig von 2,60 × 4,00 m und sprangen zwischen 2,50 m und 3,00 m aus der Mauer vor. Sie waren ungefähr gleichmäßig verteilt und hatten einen Abstand untereinander zwischen 25 m und 45 m. Während der Südwestturm nach außen leicht geböscht war, hatten alle anderen senkrechtes Mauerwerk. Innerhalb der Vorburg sind zahlreiche Ruinen von kleinen Gebäuden erkennbar. Im äußersten Osten der Vorburg und am tiefsten Punkt – etwa 25 m unterhalb des Gipfels – befinden sich die Grundmauern einer kleinen Kirche. Sie war etwa 10 m lang und 5,50 m breit und die Apsis war etwa nach Osten ausgerichtet.
Etwa 70 m südöstlich der Redoute befindet sich die moderne Profitis Ilias-Kapelle. Am Berghang nördlich der Vorburg gibt es zahlreiche rechteckige Grundmauern. Vermutlich standen hier einst Windmühlen.

## Geschichte
Pausanias, der im 2. Jahrhundert den Ort besuchte, berichtete, dass auf dem Gipfel des Pontinos ein Heiligtum der Athena Saitis stand, das von Danaos errichtet wurde. Es lag schon damals in Trümmern. Hier wurde die ägyptische Göttin Neith, die die Hauptgöttin der Stadt Sais war, verehrt. Sie wurde wegen ihres Aspekts als Kriegsgöttin der Athena gleichgesetzt. Man vermutet, dass das Heiligtum in hellenistischer Zeit errichtet wurde. Neben dem Heiligtum sah Pausanias auch die Grundmauern des Hauses des Hippomedon, der an dem Kampf der Sieben gegen Theben teilnahm.
Zwischen 1209 und 1212 eroberte Gottfried I. von Villehardouin die Argolis. 99 Jahre war das Lehen Argos und Nauplia in den Händen der Familie Villehardouin. Irgendwann in dieser Zeit wurde die Burg Kastro Kiveriou erbaut, um die Straße, die von Süden nach Argos führte, zu kontrollieren. Dies bezeugen Keramikscherben, die ans Ende des 13. oder den Anfang des 14. Jahrhunderts datiert werden. Außerdem fand man bei Ausgrabungen auf der Burg eine Silbermünze von Isabelle de Villehardouin, der letzten Feudalherrin von Argos und Nauplia. 1311 fiel das Herzogtum Argos und Nauplia an Walter VI. von Brienne. 1347 wurde die Burg im Testament von Walter VI. von Brienne unter dem Namen „Chamires“ erstmals erwähnt. Die Herrschaft der Franken über das Herzogtum Argos, Nauplia und Kiveri, wie es inzwischen genannt wurde, endete 1388 mit dem Verkauf durch Maria d’Enghien an die Republik Venedig. Bevor man jedoch die Übernahme abschließen konnte, besetzte Theodor I. Palaiologos, der Despot von Morea, die Burgen von Argos und Kiveri. Um in den Besitz der Burgen zu gelangen, nahm man 1389 Nerio I. Acciaiuoli, den Schwiegervater von Theodor I. Palaiologos, in Gefangenschaft. Als dieser versprach, seinen Schwiegersohn zur Übergabe zu überreden, und auch andere Zusprachen traf, wurde er wieder freigelassen. Aber erst 1394 übergab Theodor I. Palaiologos die Burgen.
In den Jahren 1458 und 1460 eroberte Mehmed II. weite Teile des Peloponnes und schließlich 1463 auch die Argolis. Die Burg Kastro Kiveriou blieb jedoch in venezianischem Besitz. Doch während des Zweiten Osmanisch-Venezianischen Kriegs wurde die Instandhaltung der Burg vernachlässigt. 1481 unterschrieb Venedig einen Vertrag, wonach man im Besitz der Burg blieb, aber die Restauration untersagt war. 1540 eroberte schließlich Süleyman I. auch den Südosten der Argolis, reparierte die Burg jedoch nicht. Auch in der Folgezeit wurde die Burg nie mehr aufgebaut. So gelangte sie von 1688 bis 1715 wieder in venezianischen und danach wieder in osmanischen Besitz. 1821 während der Griechischen Revolution kam die Burg unter griechische Kontrolle. Im Jahre 1825 nutzte man die Burg als Unterschlupf, als man Ibrahim Pascha in der Schlacht von Myli besiegte.
Reisende des 18. und 19. Jahrhunderts nannten die Befestigung auch „Burg der Helena“ oder sahen in ihr eine Befestigungsanlage, die Temenos zur Eroberung der Stadt Argos, die von Tisamenos regiert wurde, errichten ließ.